# Brandstorps församling
Brandstorps församling är en församling i Habo pastorat i Falköpings och Hökensås kontrakt i Skara stift. Församlingen ligger i Habo kommun i Jönköpings län.

## Administrativ historik
Församlingen bildades 1626 genom en utbrytning ur Daretorps och Velinga församlingar.
Församlingen var till 1629 annexförsamling i pastoratet Fågelås, Hjo stadsförsamling, Hjo landsförsamling och Brandstorp för att därefter till 1962 vara annexförsamling i pastoratet Daretorp, Velinga och Brandstorp som till 1638 även omfattade Ettaks församling. Från 1962 till 1989 var församlingen annexförsamling i pastoratet Norra Fågelås, Södra Fågelås och Brandstorp. Från 1989 är den annexförsamling i pastoratet Habo, Gustav Adolf och Brandstorp.

## Organister
| Period    | Namn                   | Levnadstid | Övrigt   |
| --------- | ---------------------- | ---------- | -------- |
| 1795-1800 | Kristian Kjellberg     | 1773-1814  | Organist |
| 1801-1808 | Anders Kjämpe          | 1774-1848  | Organist |
| 1865-1902 | Johan Svensson Warolén | 1823-1902  | Organist |

## Kyrkor
- Brandstorps kyrka